# Борисово (област Ямбол)
Вижте пояснителната страница за други значения на Борисово.
Борисово е село в Югоизточна България. То се намира в община Елхово, област Ямбол.

## География
Село Борисово се намира на около 35 км южно от град Ямбол, на около 30 мин. път с автомобил и на около 95 км от летище Бургас, и на около 290 км от София. Отстои на около 17 км от левия бряг на р. Тунджа в подножието на северозападните покрайнини на Странджа и надморска височина 200 – 299 m. Площта на землището на селото е 19.659 km².
Селото попада в обсега на две климатични области – преходноконтинентална и преходносредиземноморска с мека зима, топла пролет и сухо и горещо лято. Средната януарска температура е около -1/0 С, средната юлска температура е около 22 – 23 С, а средната годишна температура е 10 – 12 С. Годишната сума на валежите е от 500 до 750 мм/кв.м, с максимум през юни и с минимум през август. Забелязва се и втори максимум през ноември-декември.
През селото минава асфалтов път, идващ на изток от с. Леярово и продължаващ на запад за с. Бояново. Граничи със землищата на селата Стройно, Жребино, Леярово, Робово, Камен връх. Влизайки от източната страна към селото, от лявата страна на пътя се забелязват в началото на селото две могили. Излизайки от селото откъм западната страна, по пътя за с. Бояново, също се забелязват две могили на възвишението от дясната страна на пътя. Изкачил се човек на тези могили пред погледа му се простира живописна гледка. При ясно време се забелязват покрайнините на град Ямбол. Гората край селото е предпочитано място за ловуване през ловния сезон на глигани, чакали и пернати.
Въздухът в района е много чист. Най-близкото промишлено предприятие е ТЕЦ „Марица-изток 2“, отстоящ по права линия на около 70 – 80 км.

## История
Благоприятните природни условия са обусловили появата на човешки живот по тези земи още през неолита (6000 – 4000 г. пр. Хр.). Доказателство за това са откритите кости и предмети в пещерата „Мечата дупка“, в местността „Солената вода“ на границата на землищата на селата Борисово и Леярово, а също така извършените археологически разкопки в местността Долен Юрт на границата на двете съседни землища на с. Стройно и с. Борисово. Около 72 – 71 г. пр. Хр. този район е покорен от римските войски предвождани Марк Теренций Варон Лукул консул в Тракия през 73 г. и проконсул през 72 – 71 г. пр. Хр. в Македония.
По поречието на Тунджа е минавал път, свързващ севера с морето на юг и заради тази толкова важна артерия целият район около днешното с. Борисово е бил изключително богат.
На около 1 – 2 км от селото в местността „Марка“ (има предание, че Марк Теренц Варон Лукул е отсядал с част от войските си на това място и затова и до днес местността носи това име) е имало старо селище, чиито гробища са били в двора на днешното училище. Другаде където е имало изградено селище е местността Юрта.
Първото споменаване на селото е от началото на 18 век с името Ашикли. Ето какво пише в книгата си „Родови хроники“ (издателство на Отечествения фронт, 1977 г.) Никола Ферманджиев:"...По това време Индже се намирал в Ашиклий. Щом научил от Добри новината, той заповядал да му докарат белия кон и бързо потеглил към Башатлий. Там накарал телалите да викат: „Индже се дели от Кара Фейзи! Който иска да е с Индже – да отива в Юсуфлар, който кара с Кара Фейзи, да остане в Башатлий!“ От тази книга става ясно, че селото е било база на Индже, където той е отсядал. Името на селото идва навярно от турската дума „ешек“ (магаре) Естествено това не се харесва от местните хора и те разказват, че името им ще рече Певчево, тъй като хората от селото и местните свещеници много хубаво пеели както народни песни, така и църковни песнопения. Но малко вероятно е от глагола „айѝашмак“ (развеселявам, радвам се от сърце) да се е получило Ашиклий.
Интересно е да се спомене, че в Турски карти и сателитни снимки селото е записано Asheklii.
Преди това селото се е намирало на 2 – 3 км в посока северозапад в местността Юрт'а. Преместило се е на сегашното си място поради заболяване на голяма част на населението от чума по онова време. По-известни родове, преселили се и създали селото на новото място, са Илиоловският, Тодориевският, Гитовският, Кисьовският, Марковският (Маркооловият род). Айшаклий е единственото християнско село във вилаета, което е имало пощенска станция, в която е ставало преразпределението на пощенските пратки. А в източна посока през землището на селото е преминавала телеграфната линия от Одрин за Шумен. В селото не е имало турски семейства и къщи. Такова село е имало на 2 – 3 к. в посока към с. Камен връх и се е наричало Юсуфлар, което през 1896 г. е изселено.
След Освобождението селото по силата на Берлинския договор остава в границите на Източна Румелия, а след Съединението приема името Борисово, на името на княз Борис I – Покръстителя. То е преименувано с указ 292/07.09 1887 г. Но явно много преди това селото вече се е наричало с новото име тъй като е открита паметна плоча в църковния двор на погребания там „поп Антон от с. Борисово, починал през 1886 г.“
През 1942 г. в Борисово идва цар Борис III във връзка с военни маневри в гората над селото. Посрещнат е с хляб и сол от местното население.
В началото на август 2008 г. археологическа експедиция ръководена от Даниела Агре и финансирана от холандската фондация „Хоризонт“, разкопа и проучи голямата могила на влизане в селото срещу селскостопанския двор с диаметър 60 метра и височина 8 метра. Открита бе уникална четириколка – парадна колесница от края на I в. и началото на II в. сл. хр., за първи път в България. Луксозната четириколка е с изключително късо шаси и кош, предназначена за един човек и багажник с луксозни трапезни съдове и стъклени бутилки, самият ярем е с много богата украса, а отпред е поставена фигура на пантера, ритуалът е застъпен с убиването на куче, освен двата впрегатни коня. Разкрит е напълно и гробът на знатния тракиец. Той е бил погребан с пълно бойно снаряжение – два щита, които са били закачени за седлата на жертвения коне, шест копия, меч, кинжал. Но освен воин, той е бил и образован човек, защото в гроба има и мастилница със стилос за писане върху восък. Наблизо (в местността „Юрта“) археолозите са открили и останките на резиденцията на владетеля, която е била изключително богата – с основи от прецизно обработен камък и с мраморни колони.
Според Агре колесницата е собственост на богат тракийски владетел, живял в района във втората половина на I в. след Хр. и първата четвърт на II в. след Хр. по времето на император Траян, когато Тракия вече е римска провинция, но тракийската аристокрация е запазила привилегиите си. Вероятно знатният тракиец е бил военен командир в някоя от помощните войски.

## Културни и природни забележителности
- Църквата „Свети Димитър“ – еднокорабна базилика в центъра на селото. Първоначално църквата е била построена основно от дървен материал малко по-нагоре от сегашното си място, около 1800 г. След Руско-турска война (1828 – 1829) водените руски войски от ген. Дибич Задбалкански преминават в близост до селото подпомагани от местното население те стигат до Одрин. След сключения мир и дадената самостоятелност на Гърция и автономия на Сърбия, българските земи отново остават под Османска власт. Уплашени от кланета, зверства и отмъщение на башибузука, една част от местното селско население се изселва в Русия с отстъпващите руски войски. Може би и по това време и църквата е била опожарена и разрушена от османците. След което е била възстановена от останалото боголюбиво население, но около 1834 година, когато на много места в страната избухват бунтове и въстания църквата отново е разрушена от преминаващите покрай селото турски войски. През 1846 г. църквата пак е възстановена, а две години по-рано през 1844 г. до църквата е изградено килийно училище, което допреди това се е помещавало в плевнята на Кралю Желев. По това време в църковната енория свещениците са достигали до четирима, като някои от тях са преподавали и в килийното училище. През ноември 1878 година при своето бягство черкезите запалват църквата, настигайки извън селото те убиват за лично отмъщение две жени (майка и дъщеря – майката и сестрата на Иван Славов Бакалов), които са погребани в църковния двор. През 1894 година църквата е разширена и достроена в сегашния си вид.

Църквата е една от най-старите в района и според запазените църковни регистри и архиви е обслужвала населението на селата Асеново, Леярово, Каменец, Каравелово, Робово, Сламеново и Стройно.
- На около 2 – 3 километра от селото в посока югоизток, към землището на село Камен връх, в местността „Калето“, се намират останките от средновековна крепост. През 1983 година в местността „Червените могили“ по пътя за лозята е открита ограбена от иманяри тракийска гробница с размери 2,10 х 2,73 м и височина 1,30 м.
- В селото има три чешми, говори се, че техните резервоари са от римско време, а през селото е минавал древен път за Одрин и Константинопол.
- В центъра се издига паметник на загиналите воини от селото във войните.

## Редовни събития
- Ежегоден селски събор на 26 октомври Димитровден.

## Личности
Родени
- братя Ковачеви, известни циркови артисти – „Трупа Ковачеви“, ученици на големия цирков артист Лазар Добрич. Носители на наградата „Сребърен клоун“ от цирковия фестивал в Монте Карло. На първия международен цирков фестивал във Варшава през 1956 г. гимнастикът Андон Ковачев е наградени със златен медал.
- професор-полковник Радослав Янчев Иванов, преподавател във ВНВУ „Васил Левски“, град Велико Търново, а по-късно във Военна академия „Г. С. Раковски“ – град София, към катедрата по военна педагогика и психология.
- офицерите полковник Трендафил Донев Марков, подполковник Генко Янчев Иванов – ВВС-пилот, подполковник Красимир Русев Вълев – зам. командир на Ямболската дивизия, подполковник Илия Славов Илиев – НЩ на поделение в Сливен
- подполковник Андрея Илиев Илиев – автор на повече от 100 разказа, публикувани в периодичния печат и 13 самостоятелни книги като „Когато един мъж е на колене“, „Когато ангелите подивеят“, „Да събудиш динозавър“, „Смъртта ще дойде боса“ и др.
- проф. Митьо Андреев Димитров, ръководител на катедра – „Акушерство, гинекология и андрология“ – 2000 – 2010 г., член на Факултетен съвет при ВМФ на Тракийски университет и член на Академичен съвет на ТрУ Стара Загора.
- проф. Д-р Михо Илиев Михов, работещ в Добруджанския земеделски институт – Генерал Тошево, съавтор на сорта нахут „Прогрес“.
- полковник Жеко Колев, баща на Момчил Колев, музикант, композитор пял с група Медикус и в дует с Дони.
- зам. командира на Шуменската дивизия полковника от резерва Димо Илиев
- народната певица Мария Георгиева Попова, участничка в Осмия международен фестивал на младежта и студентите през 1963 г. в Хелзинки, Финландия. Пяла с ансамбъл „Тракия“ в Италия, Югославия и Франция. Носителка на сребърен медал и „Отличник“ на отдел Култура при община Ямбол.
- Георги Марков – поддържал връзка с Индже Войвода. Имал воденица в местността Маркооловия кайрак. Умира след жесток побой (увит в овчи кожи). Според устните предания турските власти го подозирали във връзка с обира на Харманлийската хазна.
- Георги Иванов Марков – завършил Търговската гимназия в Сливен, фелдфебел-школник остава на военна служба. Помощник-командир на трофеен полк по време на Втората световна война.